# Partia Ludowo-Demokratyczna (Polska)
Partia Ludowo-Demokratyczna (PLD) – polska centrolewicowa partia polityczna, działająca w latach 1998–2005.

## Historia
PLD została założona 7 stycznia 1998, zaś zarejestrowana 19 lutego tego samego roku. Założycielem i przewodniczącym zarządu krajowego był od początku istnienia partii poseł i były wicepremier Roman Jagieliński, który opuścił wcześniej Polskie Stronnictwo Ludowe, krytykując tę partię za klasowy charakter, konserwatyzm i eurosceptycyzm. Wśród założycieli PLD znalazł się m.in. były marszałek Sejmu kontraktowego Mikołaj Kozakiewicz. Początkowo PLD określała się jako partia centrowa, jednak szybko przybrała charakter centrolewicowy. W wyborach prezydenckich w 2000 poparła Aleksandra Kwaśniewskiego. W wyborach parlamentarnych w 2001 i wyborach samorządowych w 2002 działacze PLD startowali z list koalicji SLD-UP. 30 lipca 2002 PLD weszła w sojusz ze Stronnictwem Demokratycznym. Docelowo miało dojść do połączenia obu partii, co jednak nie nastąpiło. Młodzieżówką PLD było początkowo Towarzystwo Promocji Młodych (pod przewodnictwem Mariusza Lipińskiego), które 20 kwietnia 2002 weszło w skład Sojuszu Młodej Lewicy (ówczesnej młodzieżówki SLD). Później powstała nowa organizacja – Młodzi Partii Ludowo-Demokratycznej (jej szefem był Dariusz Woźniak).
Jako kandydaci PLD w 2001 mandaty w Sejmie IV kadencji uzyskali Roman Jagieliński i Wojciech Domaradzki (który wkrótce przeszedł jednak do SLD). 3 kwietnia 2002 powstało koło poselskie PLD po tym, jak do Romana Jagielińskiego (który opuścił tego dnia klub SLD) dołączyli dwaj posłowie wybrani z list Samoobrony RP (Józef Głowa i Krzysztof Rutkowski). Koło podjęło współpracę z koalicją rządową SLD-PSL-UP. Z czasem do PLD dołączali kolejni posłowie (wybrani z list SLD-UP, Samoobrony RP i PSL). 14 marca 2003 (krótko po opuszczeniu przez PSL koalicji rządowej) koło PLD (wówczas sześcioosobowe) zawarło koalicję parlamentarną z SLD i Unią Pracy. Oprócz tego PLD współpracowała w ramach Porozumienia Kół Parlamentarnych z Polskim Blokiem Ludowym i Stronnictwem Konserwatywno-Ludowym. 23 stycznia 2004 liczące 10 posłów koło PLD, dwaj posłowie Polskiej Racji Stanu (w tym szef tej partii Zbigniew Witaszek) oraz trzej posłowie niezrzeszeni (szef Krajowej Partii Emerytów i Rencistów Tomasz Mamiński, szef Chrześcijańskiej Demokracji Leszek Zieliński oraz odwołany wcześniej z funkcji ministra zdrowia Mariusz Łapiński) utworzyli Federacyjny Klub Parlamentarny, na czele którego stanął Roman Jagieliński. PLD zakończyła tym samym współpracę zarówno z SLD i UP, jak i z PBL i SKL-RNP. Na początku maja do klubu dołączyli dwaj kolejni posłowie.
W wyborach do Parlamentu Europejskiego w 2004 PLD tworzyła koalicyjny komitet wraz z KPEiR, z list którego startowali także działacze Centrolewicy RP i Polskiej Partii Socjalistycznej. Komitet uzyskał w wyborach 0,8% głosów (dało to 12. miejsce spośród wszystkich komitetów).
24 czerwca 2004 FKP udzielił wotum zaufania rządowi Marka Belki, jednak nie uczynili tego posłowie związani z KPEiR (Tomasz Mamiński i Mariusz Łapiński), którzy opuścili wówczas klub. 15 lipca FKP przemianował się na klub PLD (do partii PLD nie należało jednak wówczas 6 z 15 członków klubu). Szefem klubu pozostał Roman Jagieliński, a na jego zastępców wybrano Franciszka Franczaka, Zbigniewa Witaszka i Leszka Zielińskiego. W skład klubu PLD wchodzili:
- Ryszard Chodynicki
- Michał Figlus
- Franciszek Franczak
- Stanisław Głębocki
- Józef Głowa
- Roman Jagieliński
- Andrzej Jagiełło
- Zbigniew Musiał
- Jerzy Pękała (PRS)
- Krzysztof Rutkowski
- Józef Skutecki
- Zbigniew Witaszek (PRS)
- Adam Woś
- Leszek Zieliński (ChD)
- Lech Zielonka

Niedługo po odejściu Zbigniewa Witaszka klub chwilowo przestał istnieć ze względu na zbyt małą liczbę członków. Jednak parę dni później do klubu przystąpił Janusz Lisak (były przewodniczący klubu Unii Pracy). Później znów klub się rozpadł, gdyż odeszło z niego czterech posłów: Ryszard Chodynicki, Franciszek Franczak, Stanisław Głębocki i Józef Głowa.
13 marca 2005 PLD została przekształcona w Stronnictwo Gospodarcze, którego prezesem został ówczesny wiceprezes Agencji Rynku Rolnego i były szef młodzieżówki PLD Mariusz Lipiński. Na koło poselskie SG przemianowano także koło poselskie PLD. W wyborach parlamentarnych w 2005 SG startowało z list SLD, nie uzyskując żadnego mandatu. Formalnie PLD została wykreślona z ewidencji partii politycznych 14 września 2006 (SG natomiast tydzień później).